# Адвокатская палата

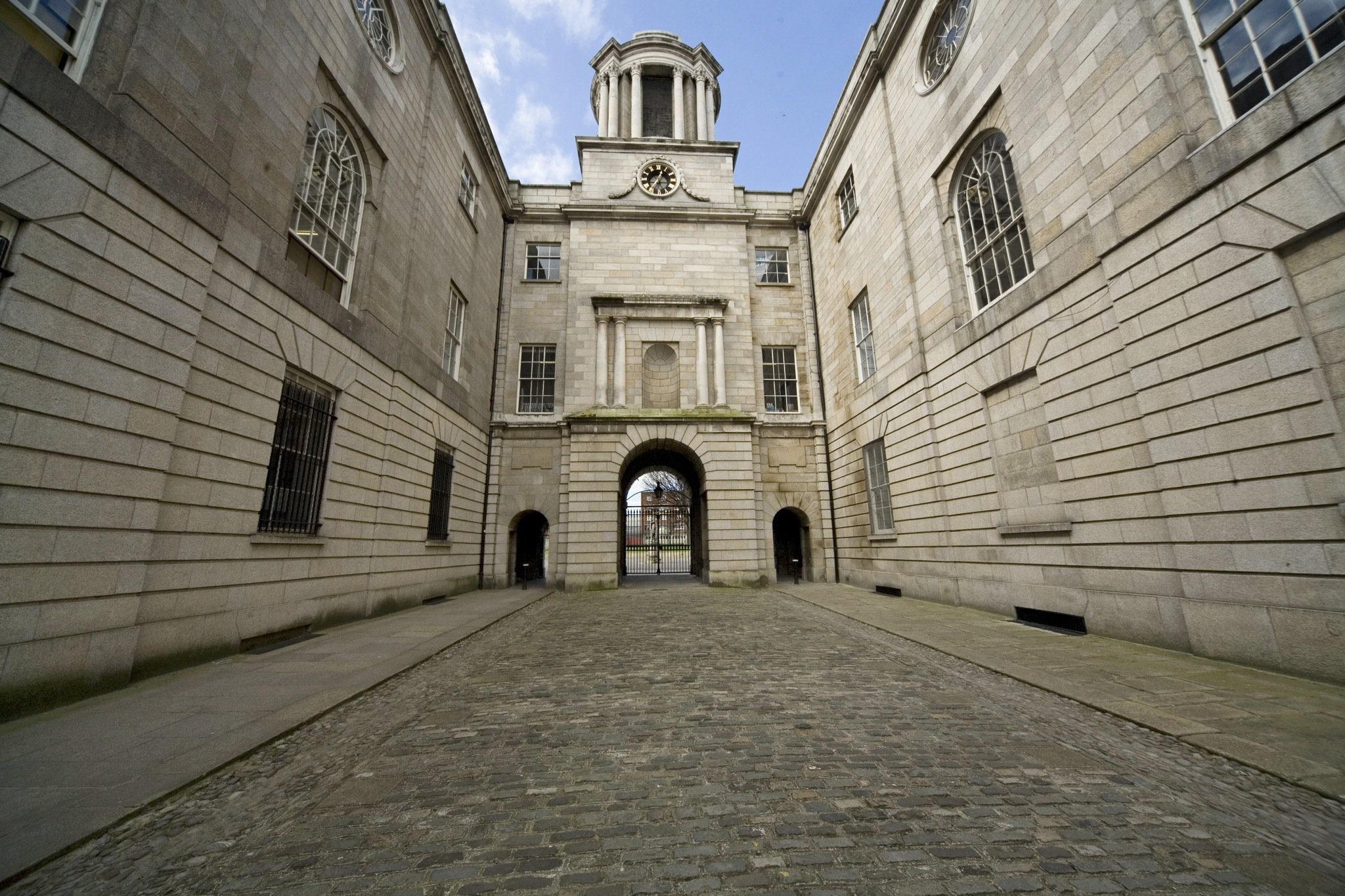
Кингс-инн в Дублине

Адвокатская палата — некоммерческая организация, основанная на обязательном членстве адвокатов или палат адвокатов.

## Австрия
В соответствии с «Положением об адвокатуре» 1869 года (Rechtsanwaltsordnung), в каждой земле Австрии (9 земель) организована и действует адвокатская палата (нем. Rechtsanwaltskammer). Каждая палата, являющаяся юридическим лицом публичного права, автономна, самоуправляема. В задачи палаты входят надзор, медицинское и пенсионное страхование членов палаты, подготовка новых кадров. Сами палаты подчиняются Федеральной палате, которая представляет адвокатов в государственных органах.

## Англия и Уэльс
В Англии и Уэльсе барристер должен быть членом одного из четырёх судебных иннов (англ. Inns of Court): Иннер-Тэмпл, Миддл-Тэмпл, Линкольнс-Инн, Грейс-Инн. Судебные инны не привязаны к какой-либо конкретной территории, поэтому член любого из этих судебных иннов может осуществлять адвокатскую практику в Англии и Уэльсе повсеместно.

## Беларусь
В Беларуси адвокат должен быть членом одной из территориальных коллегий адвокатов. Высшим органом адвокатуры Республики Беларусь является Белорусская республиканская коллегия адвокатов (бел. Беларуская рэспубліканская калегія адвакатаў).

## Болгария
В Болгарии профессиональным объединением адвокатов на национальном уровне является Высший адвокатский совет.

## Венгрия
В Венгрии профессиональным объединением адвокатов на национальном уровне является Венгерская адвокатская палата (венг. Magyar Ügyvedi Kamara).

## Германия
В Германии профессиональным объединением адвокатов на национальном уровне является Федеральная адвокатская палата, которая объединяет все региональные адвокатские палаты (нем. Rechtsanwaltskammer). Статус адвоката приобретается посредством вступления в число членов одной из региональных адвокатских палат.

## Греция
В Греции адвокат должен быть членом одной из территориальных ассоциаций адвокатов (греч. Δικηγορικός Σύλλογος). Высшим органом греческой адвокатуры является Пленум ассоциаций адвокатов Греции (греч. Ολομέλεια Δικηγορικών Συλλόγων Ελλάδας).

## Дания
Для получения статуса адвоката в Дании нужно стать членом Датской адвокатской палаты.

## Иран
Ассоциация адвокатов Ирана работает в Тегеране с 1915 года, это крупнейшая организация в Союзе ассоциаций адвокатов Ирана.

## Ирландия
Кингс-Иннс (англ. King's Inns) (ирл. Óstaí an Rí) — адвокатская палата Ирландии.

## Исландия
В Исландии профессиональным объединением адвокатов на национальном уровне является Адвокатская палата Исландии (исл. Lögmannafélag Íslands).

## Испания
В Испании профессиональным объединением адвокатов на национальном уровне является Верховный совет адвокатуры, который объединяет все региональные адвокатские палаты (исп. Colegio de abogados). Статус адвоката приобретается посредством вступления в число членов одной из региональных адвокатских палат.

## Италия
В Италии профессиональным объединением адвокатов на национальном уровне является Национальный судебный совет, который объединяет все региональные адвокатские палаты (итал. Ordine degli avvocati). Статус адвоката приобретается посредством вступления в число членов одной из региональных адвокатских палат.

## Латвия
Латвийская коллегия присяжных адвокатов (латыш. Latvijas Zvērināto advokātu kolēģijā) объединяет всех адвокатов, допущенных к практике в Латвии.

## Литва
Адвокатская палата Литвы объединяет на условиях обязательного членства всех адвокатов, допущенных к практике в Литве.

## Лихтенштейн
Адвокатская палата Лихтенштейна объединяет на условиях обязательного членства всех адвокатов, допущенных к практике в Лихтенштейне.

## Люксембург
Адвокатская палата Люксембурга (люкс. Barreau vu Lëtzebuerg) объединяет на условиях обязательного членства всех адвокатов, допущенных к практике в Люксембурге.

## Мальта
Адвокаты Мальты являются членами местной адвокатской палаты (мальт. Kamra tal-Avukati).

## Нидерланды
Нидерландская палата адвокатов является национальным профессиональным объединением адвокатов Нидерландов, действующим на принципе обязательного членства.

## Норвегия
Норвежская адвокатская палата объединяет адвокатов Норвегии.

## Польша
В Польше профессиональным объединением адвокатов на национальном уровне является Высший совет адвокатов.

## Португалия
Для получения статуса адвоката в Португалии нужно стать членом Палаты адвокатов Португалии.

## Россия

### Адвокатская палата субъекта Российской Федерации
Адвокатская палата — негосударственная некоммерческая организация, основанная на обязательном членстве адвокатов одного субъекта Российской Федерации (статья 123.16-1 Гражданского кодекса Российской Федерации, статья 29 Федерального закона от 31.05.2002 года №63-ФЗ "Об адвокатской деятельности и адвокатуре в Российской Федерации"). Адвокатская палата не подлежит реорганизации и может быть ликвидирована только принятием федерального конституционного закона об образовании нового субъекта в составе Российской Федерации. На территории субъекта Российской Федерации может быть образована только одна адвокатская палата, которая не вправе образовывать свои структурные подразделения, филиалы и представительства на территориях других субъектов Российской Федерации; образование межрегиональных и иных межтерриториальных адвокатских палат не допускается.
Адвокатская палата создается в целях обеспечения оказания квалифицированной юридической помощи, её доступности для населения на всей территории соответствующего субъекта Российской Федерации, организации юридической помощи, оказываемой гражданам Российской Федерации бесплатно, представительства и защиты интересов адвокатов в органах государственной власти, органах местного самоуправления, общественных объединениях и иных организациях, контроля за профессиональной подготовкой лиц, допускаемых к осуществлению адвокатской деятельности, и соблюдением адвокатами кодекса профессиональной этики адвоката. Определяет порядок оказания юридической помощи адвокатами по назначению органов дознания, предварительного следствия или суда. Адвокаты не отвечают по обязательствам адвокатской палаты, а адвокатская палата не отвечает по обязательствам адвокатов. Решения органов палаты обязательны для всех членов палаты. Адвокатская палата не вправе осуществлять адвокатскую деятельность от своего имени, а также заниматься предпринимательской деятельностью.

#### Членство в адвокатской палате
Каждый адвокат может одновременно являться членом адвокатской палаты только одного субъекта Российской Федерации, сведения о нём вносятся только в один региональный реестр (пункт 4 статьи 15 Федерального закона от 31.05.2002 года №63-ФЗ "Об адвокатской деятельности и адвокатуре в Российской Федерации").
Членство в адвокатской палате приобретается одним из следующих способов:
- по решению квалификационной комиссии палаты о присвоении претенденту статуса адвоката после успешной сдачи им квалификационного экзамена, которое вступает в силу с момента принесения претендентом присяги адвоката (пункт 1 статьи 12 Федерального закона от 31.05.2002 года №63-ФЗ "Об адвокатской деятельности и адвокатуре в Российской Федерации");
- по решению совета палаты о приёме в члены палаты адвоката, прекратившего членство в палате другого субъекта Российской Федерации в порядке изменения членства в адвокатской палате одного субъекта Российской Федерации на членство в адвокатской палате другого субъекта Российской Федерации (пункт 5 статьи 15 Федерального закона от 31.05.2002 года №63-ФЗ "Об адвокатской деятельности и адвокатуре в Российской Федерации").

#### Органы адвокатской палаты
Органами адвокатской палаты субъекта Российской Федерации являются:
- собрание (конференция) адвокатов;
- совет;
- ревизионная комиссия;
- квалификационная комиссия.

Собрание (конференция) адвокатов
Собрание адвокатов, состоящих в региональном реестре соответствующего субъекта Российской Федерации, является высшим органом адвокатской палаты. В случае, если численность адвокатской палаты превышает 300 человек, высшим органом адвокатской палаты является конференция адвокатов.
Собрание (конференция) адвокатов считается правомочным, если в его работе принимают участие не менее двух третей членов адвокатской палаты (делегатов конференции). Решения собрания (конференции) адвокатов принимаются простым большинством голосов адвокатов, участвующих в собрании (делегатов конференции).
К компетенции собрания (конференции) адвокатов относятся:
- формирование совета адвокатской палаты, в том числе избрание новых членов совета и прекращение полномочий членов совета, подлежащих замене, в соответствии с процедурой обновления (ротации) совета, принятие решений о досрочном прекращении полномочий совета, а также утверждение решений совета о досрочном прекращении полномочий членов совета, статус адвоката которых был прекращён или приостановлен;
- избрание членов ревизионной комиссии и избрание членов квалификационной комиссии;
- избрание представителя или представителей на Всероссийский съезд адвокатов;
- определение размера обязательных отчислений адвокатов на общие нужды адвокатской палаты;
- утверждение сметы расходов на содержание адвокатской палаты;
- утверждение отчёта ревизионной комиссии о результатах ревизии финансово-хозяйственной деятельности адвокатской палаты;
- утверждение отчётов совета, в том числе об исполнении сметы расходов на содержание адвокатской палаты;
- утверждение регламента собрания (конференции) адвокатов;
- определение места нахождения совета адвокатской палаты;
- создание целевых фондов адвокатской палаты;
- установление мер поощрения адвокатов;
- принятие иных решений.

Собрание (конференция) адвокатов созывается не реже одного раза в год.
Совет
Совет адвокатской палаты является коллегиальным исполнительным органом адвокатской палаты.
Совет избирается собранием (конференцией) адвокатов в количестве не более 15 человек из состава членов адвокатской палаты и подлежит обновлению (ротации) один раз в два года на одну треть. Одно и то же лицо не может одновременно быть членом совета и членом квалификационной комиссии или членом ревизионной комиссии.
Совет палаты:
- в период между собраниями (конференциями) адвокатов принимает решения о досрочном прекращении полномочий членов совета, статус адвоката которых прекращен или приостановлен; данные решения вносятся на утверждение очередного собрания (конференции) адвокатов;
- определяет норму представительства на конференцию и порядок избрания делегатов;
- обеспечивает доступность юридической помощи на всей территории субъекта Российской Федерации, в том числе юридической помощи, оказываемой гражданам Российской Федерации бесплатно в случаях, предусмотренных законом; в этих целях совет принимает решения о создании по представлению органа исполнительной власти субъекта Российской Федерации юридических консультаций и направляет адвокатов для работы в юридических консультациях в установленном им порядке;
- организует оказание юридической помощи адвокатами, участвующими в качестве защитников в уголовном судопроизводстве по назначению органов дознания, органов предварительного следствия или суда, в соответствии с порядком, определённым советом Федеральной палаты адвокатов Российской Федерации; доводит этот порядок до сведения указанных органов, адвокатов и контролирует его исполнение адвокатами;
- определяет размер дополнительного вознаграждения, выплачиваемого за счёт средств адвокатской палаты адвокату, оказывающему юридическую помощь гражданам Российской Федерации бесплатно в рамках государственной системы бесплатной юридической помощи и (или) участвующему в качестве защитника в уголовном судопроизводстве по назначению органов дознания, органов предварительного следствия или суда либо в качестве представителя в гражданском или административном судопроизводстве по назначению суда, и порядок выплаты такого дополнительного вознаграждения;
- представляет адвокатскую палату в органах государственной власти, органах местного самоуправления, общественных объединениях и иных организациях;
- содействует повышению профессионального уровня адвокатов, в том числе утверждает программы профессионального обучения адвокатов, помощников адвокатов и стажеров адвокатов по направлениям, определяемым советом Федеральной палаты адвокатов Российской Федерации, организует профессиональное обучение по этим программам в соответствии с порядком, утверждённым советом Федеральной палаты адвокатов Российской Федерации;
- рассматривает жалобы на действия (бездействие) адвокатов с учётом заключения квалификационной комиссии;
- защищает социальные и профессиональные права адвокатов;
- содействует обеспечению адвокатских образований служебными помещениями;
- организует информационное обеспечение адвокатов, а также обмен опытом работы между ними;
- осуществляет методическую деятельность;
- созывает не реже одного раза в год собрания (конференции) адвокатов и формирует их повестку дня;
- распоряжается имуществом адвокатской палаты в соответствии со сметой и с назначением имущества;
- утверждает регламенты совета и ревизионной комиссии, штатное расписание аппарата адвокатской палаты;
- определяет размер вознаграждения президента и вице-президентов, других членов совета адвокатской палаты и членов ревизионной и квалификационной комиссий в пределах утверждённой собранием (конференцией) адвокатов сметы расходов на содержание адвокатской палаты;
- ведет реестр адвокатских образований и их филиалов на территории соответствующего субъекта Российской Федерации;
- дает в пределах своей компетенции по запросам адвокатов разъяснения по поводу возможных действий адвокатов в сложной ситуации, касающейся соблюдения этических норм, на основании кодекса профессиональной этики адвоката.

Заседания совета созываются президентом адвокатской палаты по мере необходимости, но не реже одного раза в месяц. Заседание считается правомочным, если на нём присутствуют не менее двух третей членов совета. Решения совета принимаются простым большинством голосов членов совета, участвующих в его заседании.
Президент адвокатской палаты избирается советом из числа своих членов. Если на эту должность претендует лицо, занимавшее должность президента адвокатской палаты в течение не менее двух сроков, то его избрание осуществляется только решением собрания (конференции) адвокатов.
Президент адвокатской палаты представляет палату в отношениях с органами государственной власти, органами местного самоуправления, общественными объединениями и иными организациями, а также с физическими лицами, действует от имени адвокатской палаты без доверенности, выдаёт доверенности и заключает сделки от имени палаты, распоряжается имуществом палаты по решению совета в соответствии со сметой и с назначением имущества, осуществляет приём на работу и увольнение с работы работников аппарата адвокатской палаты, созывает заседания совета, обеспечивает исполнение решений совета и решений собрания (конференции) адвокатов. Президент палаты возбуждает дисциплинарное производство в отношении адвоката или адвокатов при наличии допустимого повода и в порядке, предусмотренном кодексом профессиональной этики адвоката.
Совет адвокатской палаты не вправе осуществлять адвокатскую деятельность от своего имени, а также заниматься предпринимательской деятельностью.
Члены совета, включая президента и вице-президента, могут совмещать работу в совете палаты с адвокатской деятельностью, получая при этом вознаграждение за работу в совете в размере, определяемом советом палаты.
Ревизионная комиссия
Ревизионная комиссия адвокатской палаты является органом, осуществляющим контроль за финансово-хозяйственной деятельностью адвокатской палаты и её органов.
Ревизионная комиссия избирается из числа членов палаты. Члены ревизионной комиссии не вправе занимать иную выборную должность в адвокатской палате. Председатель ревизионной комиссии избирается её членами из своего числа.
Заседания ревизионной комиссии проводятся по мере необходимости.
Об итогах своей деятельности ревизионная комиссия ежегодно отчитывается перед собранием (конференцией) адвокатов.
Члены ревизионной комиссии могут совмещать работу в ревизионной комиссии с адвокатской деятельностью, получая при этом вознаграждение за работу в ревизионной комиссии в размере, определяемом советом палаты.
Квалификационная комиссия
Квалификационная комиссия адвокатской палаты создается для приёма квалификационных экзаменов у лиц, претендующих на присвоение статуса адвоката, а также для рассмотрения жалоб на действия (бездействие) адвокатов.
Квалификационная комиссия формируется на срок два года в количестве 13 членов комиссии по следующим нормам представительства:
- от адвокатской палаты - 7 адвокатов (адвокат должен иметь стаж адвокатской деятельности не менее пяти лет и не может быть одновременно членом совета палаты или ревизионной комиссии);
- от территориального органа Министерства юстиции Российской Федерации - 2 представителя;
- от законодательного (представительного) органа государственной власти субъекта Российской Федерации - 2 представителя (представители не могут быть депутатами, государственными или муниципальными служащими);
- от верховного суда республики, краевого, областного суда, суда города федерального значения, суда автономной области и суда автономного округа - 1 судья;
- от арбитражного суда субъекта Российской Федерации - 1 судья.

Квалификационная комиссия считается сформированной и правомочна принимать решения при наличии в её составе не менее двух третей от общего числа членов, предусмотренного законом.
Председатель квалификационной комиссии избирается простым большинством голосов членов квалификационной комиссии, участвующих в её заседании, из числа членов комиссии, являющихся адвокатами.
Заседания квалификационной комиссии созываются председателем квалификационной комиссии по мере необходимости, но не реже четырёх раз в год. Заседание считается правомочным, если на нём присутствуют не менее двух третей членов квалификационной комиссии.
Решения квалификационной комиссии по вопросу о приёме квалификационных экзаменов у лиц, претендующих на присвоение статуса адвоката, принимаются простым большинством голосов членов квалификационной комиссии, участвующих в её заседании, путём голосования именными бюллетенями, форма которых утверждается советом Федеральной палаты адвокатов Российской Федерации.
Заключение квалификационной комиссии по результатам рассмотрения жалобы на действия (бездействие) адвоката или адвокатов принимается простым большинством голосов членов квалификационной комиссии, участвующих в её заседании, путём голосования именными бюллетенями, форма которых утверждается советом Федеральной палаты адвокатов Российской Федерации.
Члены квалификационной комиссии могут совмещать работу в квалификационной комиссии с адвокатской деятельностью, получая при этом вознаграждение за работу в квалификационной комиссии в размере, определяемом советом палаты.

#### Имущество адвокатской палаты
Имущество адвокатской палаты формируется за счёт отчислений, осуществляемых адвокатами на общие нужды адвокатской палаты, грантов и благотворительной помощи (пожертвований), поступающих от юридических и физических лиц в порядке, установленном законодательством Российской Федерации. Адвокатская палата является собственником данного имущества.
К затратам на общие нужды адвокатской палаты относятся расходы на вознаграждение адвокатов, работающих в органах адвокатской палаты, компенсация этим адвокатам расходов, связанных с их работой в указанных органах, расходы на заработную плату работников аппарата адвокатской палаты, материальное обеспечение деятельности адвокатской палаты, а по решению совета адвокатской палаты - расходы на выплату дополнительного вознаграждения адвокатов, оказывающих юридическую помощь гражданам Российской Федерации бесплатно, и иные расходы, предусмотренные сметой адвокатской палаты.

### Федеральная палата адвокатов Российской Федерации
Федеральная палата адвокатов Российской Федерации — это общероссийская негосударственная некоммерческая организация, объединяющая адвокатские палаты субъектов Российской Федерации на основе обязательного членства. Федеральная палата адвокатов Российской Федерации как орган адвокатского самоуправления в Российской Федерации создается в целях представительства и защиты интересов адвокатов в органах государственной власти, органах местного самоуправления, координации деятельности адвокатских палат, обеспечения высокого уровня оказываемой адвокатами юридической помощи, а также реализации иных задач, возложенных на адвокатуру в соответствии с законодательством Российской Федерации. Федеральная палата адвокатов Российской Федерации является организацией, уполномоченной на представление интересов адвокатов и адвокатских палат субъектов Российской Федерации в отношениях с федеральными органами государственной власти при решении вопросов, затрагивающих интересы адвокатского сообщества, в том числе вопросов, связанных с выделением средств федерального бюджета на оплату труда адвокатов, участвующих в уголовном судопроизводстве в качестве защитников по назначению органов дознания, органов предварительного следствия или суда.

## Румыния
В Румынии профессиональным объединением адвокатов на национальном уровне является Национальный союз адвокатских палат.

## Северная Ирландия
В Северной Ирландии барристеры должны быть членами местной адвокатской палаты.

## Сербия
В Сербии адвокат должен быть членом одной из территориальных адвокатских палат. Высшим органом сербской адвокатуры является Адвокатская палата Республики Сербия.

## Словакия
В Словакии адвокатская палата — это Словацкая корпорация адвокатов — общественная корпорация, главными характеристиками которой являются самоуправление, отсутствие связей с государственным бюджетом и охват адвокатской деятельности.

## Словения
Адвокатская палата Словении (словен. Odvetniška Zbornica Slovenije) является профессиональным объединением адвокатов на национальном уровне в Словении.

## Соединённые Штаты Америки
В США процедура допуска в адвокатуру различается в зависимости от штата. Однако в большинстве штатов (32 штата плюс федеральный округ Колумбия) приобретение статуса адвоката увязано с приобретением членства в профессиональном объединении адвокатов соответствующего штата - адвокатской палате штата. Только член адвокатской палаты штата имеет право осуществлять юридическую практику в соответствующем штате.

## Украина
Профессиональным объединением адвокатов Украины на национальном уровне является Национальная ассоциация адвокатов Украины.

## Финляндия
Для получения статуса адвоката в Финляндии нужно стать членом Финской адвокатской палаты.

## Франция
Во Франции профессиональным объединением адвокатов на национальном уровне является Национальный совет адвокатских палат, который объединяет все региональные адвокатские палаты (фр. Barreau). Статус адвоката приобретается посредством вступления в число членов одной из региональных адвокатских палат.
Существует Палата адвокатов Парижа, являющаяся адвокатской организацией — частью адвокатуры Франции наравне с Национальным советом адвокатуры и Конференции батонье (председателей палат), объединяющая более 19 000 адвокатов.

## Хорватия
Хорватская адвокатская палата является национальным профессиональным объединением адвокатов Хорватии, действующим на принципе обязательного членства.

## Черногория
Адвокатская палата Черногории (черног. Advokatska komora Crne Gore) является профессиональным объединением адвокатов на национальном уровне в Черногории.

## Чехия
Чешская адвокатская палата является национальным профессиональным объединением адвокатов Чехии, действующим на принципе обязательного членства.

## Швеция
Для получения статуса адвоката в Швеции нужно стать членом Шведской адвокатской палаты.

## Шотландия
Адвокатской палатой Шотландии является т.н. Факультет адвокатов.

## Эстония
Адвокатская палата Эстонии объединяет на условиях обязательного членства всех адвокатов, допущенных к практике в Эстонии.

## Япония
Каждый японский адвокат должен быть членом одной из префектурных ассоциаций адвокатов (яп. 弁護士会 бэнгосикай). Высшим органом японской адвокатуры является Японская федерация ассоциаций адвокатов.